# La vita segreta delle donne (prima edizione)
La prima edizione della serie televisiva La vita segreta delle donne è stata trasmessa dall'emittente televisiva statunitense We TV nel 2005.
| nº | Titolo originale        | Titolo italiano  | Prima TV USA | Prima TV Italia |
| -- | ----------------------- | ---------------- | ------------ | --------------- |
| 1  | Transsexuals            | -                | -            | -               |
| 2  | Shopaholic              | 19 dicembre 2005 | -            | -               |
| 3  | Plastic Surgery Addicts | -                | -            | -               |
| 4  | Eating Disorders        | -                | -            | -               |
| 5  | Forensic Investigators  | -                | -            | -               |
| 6  | Women in Porn           | -                | -            | -               |
| 7  | Surgeons                | -                | -            | -               |
| 8  | Late in Life Lesbians   | -                | -            | -               |
| 9  | Sex Trade               | -                | -            | -               |
| 10 | Episode 10              | -                | -            | -               |